# Laeosopis higginsi
Laeosopis higginsi är en fjärilsart som beskrevs av Ramon Agenjo Cecilia 1963. Laeosopis higginsi ingår i släktet Laeosopis och familjen juvelvingar. Inga underarter finns listade i Catalogue of Life.